# Кальвии
Кальвии (лат. Calvia) — род божьих коровок из подсемейства Coccinellinae.

## Описание
Последний сегмент усиков на вершине прямо срезан. Переднегрудь с рудинантными килями.

## Систематика
В составе рода:
- Calvia albida Bielawski, 1972
- Calvia andrewesi Weise, 1908
- Calvia breiti Mader, 1932
- Calvia championorum Booth, 1997
- Calvia decemguttata (Linnaeus, 1767)
- Calvia explanata Poorani, 2014)
- Calvia flaveola Booth, 1997
- Calvia monosha Bielawski, 1979
- Calvia muiri (Timberlake, 1943)
- Calvia punctata (Mulsant, 1853)
- Calvia quatuordecimguttata (Linnaeus, 1758)
- Calvia quindecimguttata (Fabricius, 1777)
- Calvia shiva Kapur, 1963
- Calvia sykesii (Crotch, 1874)
- Calvia tricolor Korschefsky, 1940
- Calvia vulnerata (Hope, 1831)